# سيد فارار
سيد فارار (بالإنجليزية: Sid Farrar)‏ هو لاعب كرة قاعدة أمريكي، ولد في 10 أغسطس 1859 في ساوث باريس في الولايات المتحدة، وتوفي في 7 مايو 1935 في نيويورك في الولايات المتحدة.

## وصلات خارجية
- سيد فارار على موقعبيزبول رفرنس.كوم (الدوري الرئيسي) (الإنجليزية)
- سيد فارار على موقعبيزبول رفرنس.كوم (الدوري الثانوي) (الإنجليزية)
- سيد فارار على موقع جمعية أبحاث البيسبول الأمريكية (الإنجليزية)